# گری فرانسیون
گری ال. فرانسیون (به انگلیسی: Gary L. Francione) استاد حقوق اهل ایالات متحده آمریکا و همچنین فعال حقوق جانوران است.
او یکی از چهره‌های اصلیِ رهیافت پایان بهره‌کشی از حیوانات است. این رهیافت بر یک حقِ ویژه، و فقط بر همین یک حق، در رابطه با حیوانات تأکید دارد و آن این است که جزو دارایی و اموال دیگری نباشند. به دید فرانسیون، همهٔ حقوق دیگری که برای حیوانات طرح می‌شود با احقاق این حق بنیادین تأمین خواهد شد.